# Papstaltar

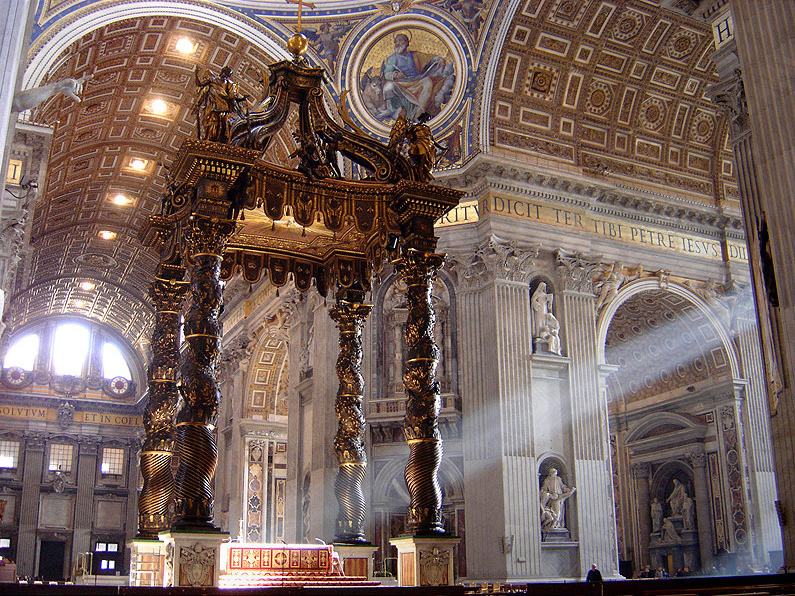
Papstaltar im Petersdom

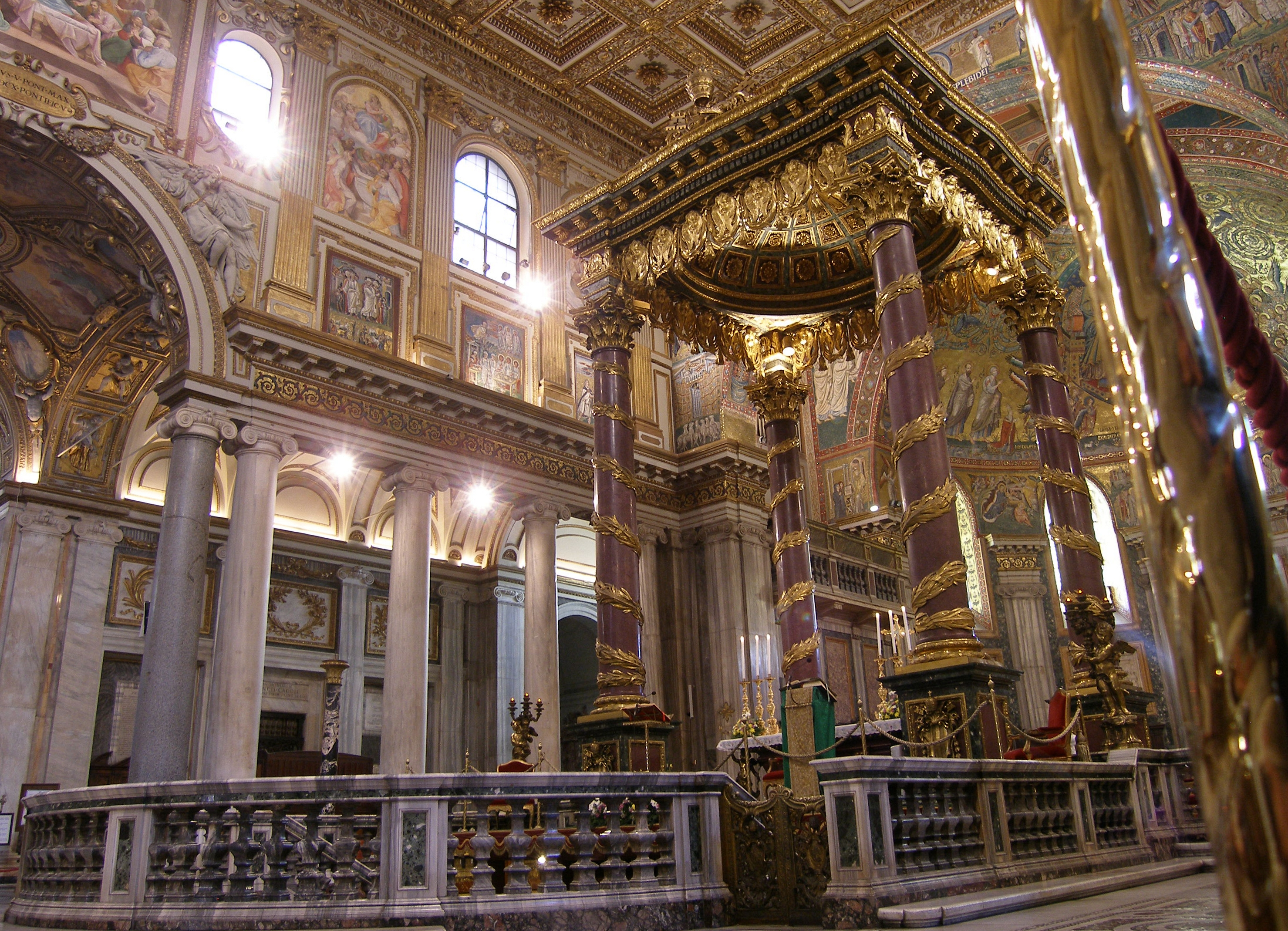
Papstaltar in der Basilika Santa Maria Maggiore

Ein Papstaltar ist ein Altar in bestimmten Kirchen, an dem nur der Papst, oder in Ausnahmefällen Bischöfe mit päpstlicher Genehmigung, die heilige Messe feiern dürfen.

## Papstaltar der römischen Basilicae maiores
Der Papstaltar ist ein besonderes Kennzeichen der vier römischen Basilicae maiores (Lateranbasilika, Vatikanbasilika (Petersdom), Sankt Paul vor den Mauern und Santa Maria Maggiore) und der altehrwürdigen Basilica minor Sankt Laurentius vor den Mauern, den fünf römischen päpstlichen Basiliken.
Die strenge Regelung, die noch von den Patriarchalbasiliken des Frühchristentums herrührt, wurde von Papst Paul VI. nach dem 2. Vatikanum relativiert, um den gestiegenen Besucherzahlen und den veränderten Gewohnheiten der Pilger nachzukommen – seither ist es auch anderen ausgewählten Priestern prinzipiell gestattet, die Messe zu feiern (sofern nicht der Heilige Vater selbst an diesem Tag zelebrieren will).

### Papstaltar im Petersdom
Einen Papstaltar gibt es beispielsweise im Petersdom. Er befindet sich im Zentrum der Basilika, unter einem ca. 28,50 m hohen, bronzenen Baldachin, der unter der Leitung Gian Lorenzo Berninis entstand. Der Baldachin wurde zwischen 1624 und 1633 errichtet, um den Freiraum zwischen dem eigentlichen Altar und der von Michelangelo entworfenen Kuppel der Kirche zu verringern. Er soll aus den Bronzeornamenten bestehen, die Papst Urban VIII. aus der Kuppel des Pantheons entfernen ließ. Allein das Gewicht der vier gedrehten Säulen beträgt sieben Tonnen; damit gilt der Baldachin als größtes Bronzekunstwerk der Welt. Die Nischen der vier gewaltigen Pfeiler, die um den Altar stehen und die Kuppel tragen, beherbergen Statuen der hll. Helena, Veronika, Longinus und des Apostels Andreas. Unter dem Papstaltar befindet sich die Confessio, das Petrusgrab.